# Gottendijs

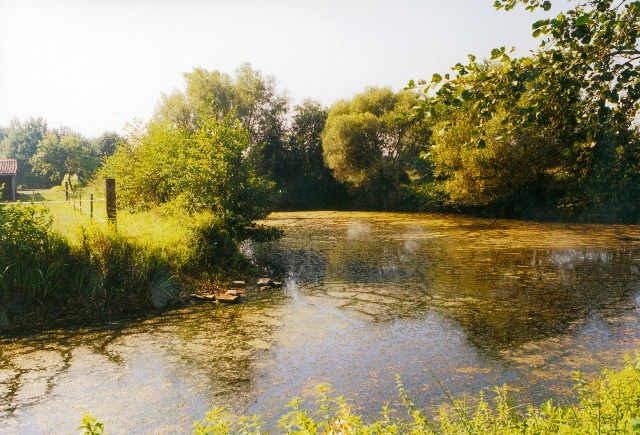
Slotgracht van Gottendijs

Gottendijs is een voormalig kasteel in de tot de Vlaams-Brabantse gemeente Boortmeerbeek behorende plaats Hever, gelegen aan de Gottendijsdreef 18.

## Geschiedenis
Het domein kwam al voor in de cijnsboeken van de Abdij Blijenberg te Mechelen, die teruggaan tot 1373. In de 16e eeuw was het domein in bezit van de familie De Gottignies, waaraan het goed zijn naam te danken heeft. In 1611 werd was voor het eerst sprake van een stenen huis op dit goed, maar mogelijk bestond er al een ouder mottekasteel, getuige het bestaan van een ringgracht om een eilandje. Archeologisch onderzoek werd daar echter nog niet uitgevoerd.
In 1819 werd Gottendijs openbaar verkocht. Het omvatte een kasteel, met ingebouwde kapel, een vijver en eenen schoonen bascour met eene goede en welgebouwde kasteleynswooninge, remisen, schuere, stallinge en andere gebouwen. Dit betrof dus het neerhof met boerderij en diverse dienstwoningen. In 1828 werd het goed opnieuw verkocht onder voorwaarde dat het kasteel moest worden gesloopt. In 1833 werd een nieuwe verkooppoging gedaan en in 1838 was het kasteel al gesloopt. Van 1833-1950 werden de gebouwen van het voormalige neerhof gebruikt als jachtpaviljoen.

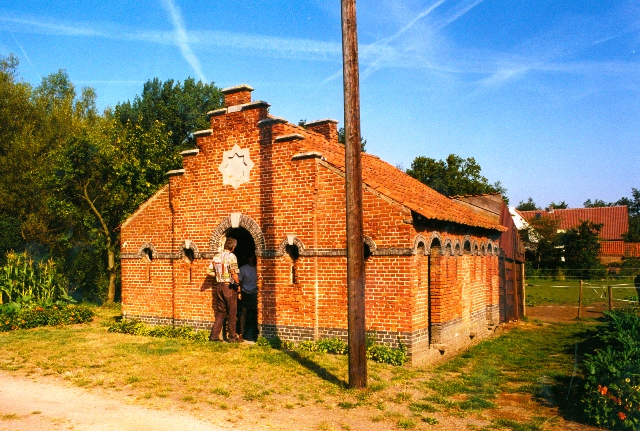
Eén van de twee follyachtige rond 1885 opgetrokken gebouwtjes bij Gottendijs

Begin jaren '80 van de 19e eeuw gaven de toenmalige eigenaars, de familie van Langhendonck, opdracht tot de bouw van twee bakstenen gebouwtjes die wel als tuinfollies werden beschouwd en als uitvalsbasis voor jachtpartijen dienst deden.
Een deel der grachten is nog aanwezig.